# Equação de Lotka-Volterra
Na matemática, as equações de Lotka-Volterra são um par de equações diferenciais, não lineares e de primeira ordem, frequentemente utilizadas para descrever dinâmicas nos sistemas biológicos, especialmente quando duas espécies interagem: uma como presa e outra como predadora. Segundo Lütz (2011), modelos mais básicos para predador-presa de duas espécies são chamados de Lokta-Volterra, e consideram que a única fonte de alimento da espécie predadora é a população da presa e que não há competição alguma entre indivíduos da mesma espécie.
Percebe-se então que esse modelo não descreve de fato uma relação completa desses seres no meio ambiente, uma vez que não considera nenhum outro fator externo, como condições climáticas por exemplo, porém compreender esse modelo simples facilita o entendimento de modelos mais complexos.

## História
Estas mesmas equações foram propostas independentemente por dois estudiosos. O matemático Vito Volterra (1860-1940) desenvolveu em 1925 o modelo de equações ao tomar conhecimento do trabalho do zoologista Umberto d'Ancona, que analisou o crescimento da população de tubarões e o decréscimo da população dos demais peixes em um mar da Itália. O biofísico Alfred J. Lotka (1880-1949), no mesmo ano de 1925 estudou a interação predador-caça e publicou um livro chamado "Elements of Physical Biology" apresentando a mesma modelagem. Como ambos publicaram a mesma equação, o modelo foi chamado de Lotka-Volterra.
Trata-se do primeiro modelo que tenta compreender a relação entre duas espécies (presa e predador).
Diversos modelos podem utilizar esta fórmula como os que envolvem as relações entre o linces e a lebres, raposas e coelhos, joaninhas e pulgões, tubarões e peixes, etc.

## Interpretação das equações
Devido a essa relação de presa/predador, podemos ter as seguintes situações finais:
- Extinção de predadores;
- Extinção de presas;
- Coexistência de predadores e presas.

Analisaremos as hipóteses consideradas acima para concluir a forma da equação, definindo antes: 
- y é o número de indivíduos da população de algum predador (exemplo: lobo);
- x é o número da indivíduos da população da sua presa (exemplo coelho);
- t representa tempo.

Predadores extintos
Se os predadores forem extintos, a população da presa cresce a uma taxa proporcional a população atual. A constante :{\displaystyle \alpha } representa essa proporção, temos:
{\displaystyle y=0}
{\displaystyle {\frac {dx}{dt}}=\alpha x,\ \alpha >0}
Presas extintas
Se as presas forem extintas, como o modelo considera que se trata do único alimento dos predadores, a população de predadores deve se extinguir também, a uma taxa proporcional a sua população atual. Sendo :{\displaystyle \gamma } a constante de proporcionalidade, temos:
{\displaystyle x=0}
{\displaystyle {\frac {dy}{dt}}=-\gamma y,\ \gamma >0}
Ambas populações existem
Os encontros entre presa e predador, que levam a morte de uma presa, é diretamente proporcional ao produto das suas populações.
Entendendo melhor, se tivéssemos os indivíduos a e b da população de presas e c e d da população de predadores, os seus encontros seriam:
{\displaystyle {\begin{matrix}-&a&b\\c&ac&bc\\d&ad&bd\end{matrix}}}
Logo, o produto das duas populações. 
Como os encontros tentem a gerar morte da presa e alimentação do predador, temos alterações nas populações. No caso do modelo, temos duas constantes positivas de proporcionalidade envolvidas nesse produto, sendo que {\displaystyle \beta } representa taxa de predação e {\displaystyle \delta } de conversão da caça em novos predadores. Temos:
- População da presa sofre redução: :{\displaystyle -xy\beta }
- População do predador sofre aumento: :{\displaystyle xy\delta }

Geral
Considerando todas as três hipóteses, temos como equação desse modelos o que segue:
{\displaystyle {\frac {dx}{dt}}=x(\alpha -\beta y)}
{\displaystyle {\frac {dy}{dt}}=y(\delta x-\gamma )}
Onde
- y é o número de indivíduos de algum predador (exemplo: lobo);
- x é o número da indivíduos da sua presa (exemplo coelho);
- t representa o tempo; e
- α, β, γ e δ são parâmetros (positivos) representando a interação entre as duas espécies. Sendo:

{\displaystyle \alpha } taxa de crescimento da população de presas;
{\displaystyle \gamma } taxa de decréscimo da população de predadores;
{\displaystyle \beta } taxa de decréscimo da população de presas;
{\displaystyle \delta } taxa de crescimento da população de predadores.

## Analisando a Equação
Vamos relacionar as equações e ter uma que contemple a relação entre as duas espécies: 
{\displaystyle {\frac {dy}{dx}}={\frac {y(\delta x-\gamma )}{x(\alpha -\beta y)}}}
Integrando chegamos a:
{\displaystyle \int \left({\frac {\alpha -\beta y}{y}}\right)\,dy=\int \left({\frac {\delta x-\gamma }{x}}\right)\,dx}
Encontramos a solução geral da equação:
{\displaystyle \alpha \ln(y)-\beta (y)+C=-\gamma \ln(x)+\delta (x)+D}
Sendo C e D constantes.

## Aplicação

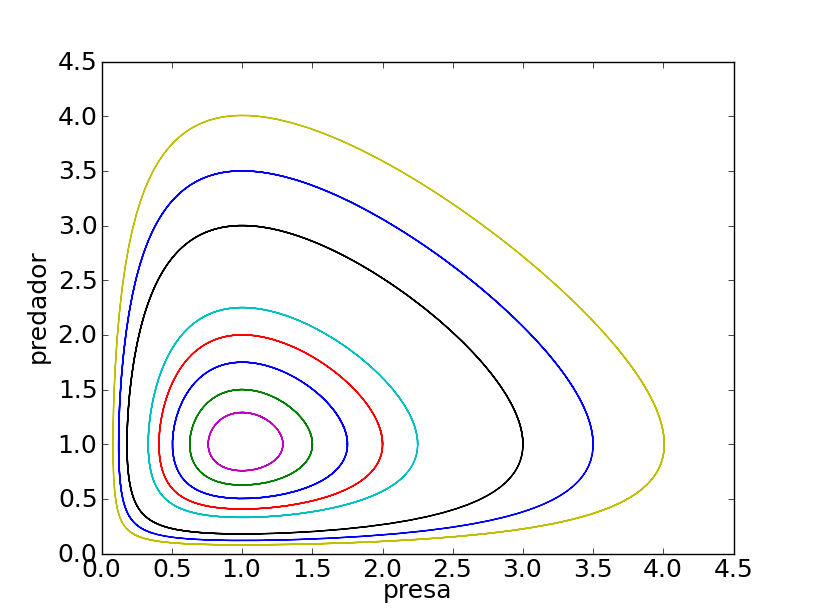
Espaço de fase da equação de Lotka-Volterra com os parâmetros e diferentes condições iniciais, mostrando que a variação do número de presas e predadores é periódica.

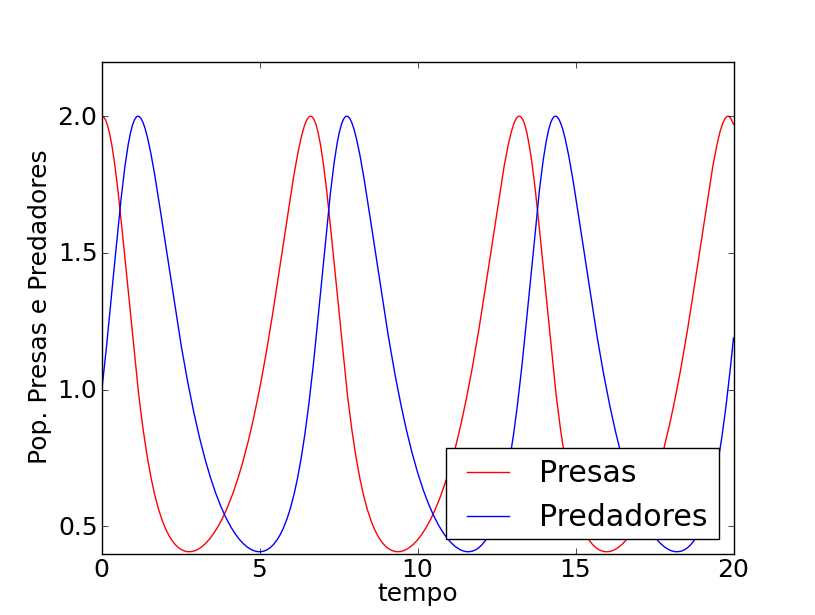
As populações de presas e predadores em função do tempo obtida utilizando o modelo de Lotka-Volterra. Os parâmetros utilizados são

Para compreender uma aplicação, iremos usar um exemplo. Supõe-se que exista um modelo que possa ser representado de tal forma que :{\displaystyle \beta =\gamma =\delta =\alpha =1}
Então temos a equação:
{\displaystyle \ln(y)-y=-\ln(x)+x+C}
Onde a constante {\displaystyle C} depende das condições iniciais {\displaystyle x_{0}>0} e {\displaystyle y_{0}>0}, que são positivas por serem populações.
Temos esboçado o plano de fases dessa equação ao lado para diversas condições iniciais: ele apresenta a periodicidade da variação do número de presas e predadores. 